# NGC 6865
NGC 6865 is een lensvormig sterrenstelsel in het sterrenbeeld Arend. Het hemelobject werd op 28 juni 1863 ontdekt door de Duitse astronoom Albert Marth.

## Synoniemen
- PGC 64089